# Tres Hombres (schip)
De schoenerbrik Tres Hombres is een professioneel zeilend vrachtschip, waarmee gepoogd wordt de zeilende handelsvaart nieuw leven in te blazen. Naast het vervoeren van vracht wordt het schip, dat onder de vlag van Fairtransport Holding BV vaart, gebruikt om leerlingen op te leiden voor de zeevaart. Het schip heeft een vrachtruim met een laadvermogen van rond de 40 ton, accommodatie voor de zeven bemanningsleden en het vooronder voor acht trainees. 
Het schip is van oorsprong een kriegsfischkutter (KFK) en oorspronkelijk gebouwd in de Tweede Wereldoorlog. De rompen van de KFK's zijn destijds door middel van tanksleepproeven ontwikkeld. De verbouwing tot zeilend vrachtschip heeft plaatsgevonden van 2007 tot 2009. Pepijn van Schaik van Manta Marine Design heeft het verbouwproject begeleid bij de aanpassing van de constructie en de stabiliteitsberekeningen. De schoenerbriktuigage is geheel ontworpen naar de richtlijnen van zeilschipwetenschapper Friedrich Ludwig Middendorf. Het schip is gebouwd met een houten huid op spanten van staal. 
De Tres Hombres is sinds december 2009 in de vaart. De eerste reis was naar de klimaattop in Kopenhagen. Zij onderhoudt daarna een vrachtdienst tussen Europa, de Atlantische eilanden, het Caraïbisch gebied en Amerika. Het was daarbij voor haar eerste reis met vracht gecharterd om hulpmiddelen en een Helderse arts naar Haïti te brengen.  
Vandaar wordt de Tres Hombres door het bevrachtingskantoor Fairtransport in Den Helder bevracht.
Het schip heeft geen motor, wel een dinghy met een 25 pk buitenboordmotor om te assisteren met manoeuvreren in de haven en in windstiltes. De Tres Hombres vaart onder de vlag van Vanuatu. 

Scheepsgegevens:
- Lengte over alles: 32,00 meter
- Lengte waterlijn: 21,50 meter
- Lengte over dek: ± 25 meter
- Diepgang: 3 meter
- Lcb: 13,301 meter
- Cb: 0,252
- Brt: 51,02
- Nrt: 13,37